# Proszjan
Proszjan – wieś w Armenii, w prowincji Kotajk. W 2011 roku liczyła 5147 mieszkańców.